# 赫齐尔
安德鲁·约翰·赫齐尔-伯恩（1990年3月17日—），艺名赫齐尔（英語：Hozier，/ˈhoʊziər/ HOH-zee-ər），是爱尔兰歌手和词曲作者。赫齐尔在威克洛郡出生和长大。赫齐尔的音乐主要源自民谣、灵魂乐和布鲁斯音乐，经常使用宗教和文学主题。2013年，赫齐尔发行了首张EP，其中单曲〈帶我到教堂〉成为国际热门单曲，在多国音乐榜单夺冠。2014年，他发行了首张专辑《赫齐尔》，专辑受到广泛好评，在爱尔兰认证6×白金专辑。2019年，赫齐尔发布第二张专辑《荒野烈愛》，专辑登顶爱尔兰专辑榜、美国公告牌二百强专辑榜。

## 早期生活
安德鲁·约翰·赫齐尔-伯恩（Andrew John Hozier-Byrne）于 1990年3月17日出生于威克洛郡，母亲是艺人雷恩·赫齐尔-伯恩（Raine Hozier-Byrne），父亲约翰·伯恩（John Byrne）是当地一名蓝调鼓手，白天在银行上班。   他从 15 岁起就开始写歌 ，自学吉他并在学校合唱团唱歌。他在德尔加尼国立学校接受教育。他的父母都是天主教徒，但后来皈依了贵格会。尽管如此，他后来还是进入了天主教圣杰拉德学校，之后进入都柏林圣三一学院学习音乐教育。他因为要为一家音乐厂牌录制试听歌曲而错过了考试，因此被学校拒绝延期一年入学。

## 职业生涯

### 2008–2012：事业起步
在三一学院期间，赫齐尔加入了三一学院管弦乐团。2009年至2012年，他是合唱团Anúna的成员并随其巡回演出，并在2014年发行的专辑《Illuminations》中作为独唱歌手演唱了《La Chanson de Mardi Gras》。   Hozier 曾在2009年和2010年爱尔兰的Oxegen 音乐节演出。2012年，赫齐尔担任了比利·歐遜的伴唱歌手。

### 2013–2017：事业突破
2013年，赫齐尔在都柏林开放麦之夜演出间隙创作了歌曲《带我去教堂》；这首歌的早期试听版本使得他与独立唱片公司Rubyworks Records签约。签约后，他与制作人Rob Kirwan合作录制一张专辑，曲目的样本版本最初在他的阁楼录音室录制。 2013年7月3日，赫齐尔发行了他的首张迷你专辑，也称为《带我去教堂》 ，登上了Billboard 200榜单。同名歌曲于2013年9月以单曲形式发行。该音乐影片涉及恐同主题，于同月发布。影片制作预算很低，全程以黑白胶片拍摄。该影片被英国演员斯蒂芬·弗莱在网上分享后登上Reddit首页，随后成为热门影片。  这首歌曲获得了在多个排行榜登上前五名，也获得了多白金认证；这首歌的歌词和含义也获得了乐评人的一致好评。  迷你专辑的最后一首歌“Cherry Wine”出现在扎克·布拉夫的电影《希望我在这里》中，因其“令人心碎的歌词和诗意”而入选。赫齐尔后来在爱尔兰的《深夜秀》节目上演唱了这首歌。 2014年3月，Hozier发行了他的第二张EP《From Eden》 。

## 音乐作品
录音室专辑
- 《赫齐尔（英语：Hozier_(album)）》（2014年）
- 《荒野烈愛（英语：Wasteland, Baby!）》（2019年）
- 《Unreal Unearth（英语：Unreal Unearth）》（2023年）

EP
- 《Take Me to Church》（2013年）
- 《From Eden》（2014年）
- 《Spotify Sessions London》（2014年）
- 《Live in America》（2015年）
- 《Nina Cried Power》（2018年）
- 《Spotify Singles》（2019年）
- 《Eat Your Young》（2023年）

单曲
- 〈The Bones (remix)〉（2019年，与玛伦·莫里斯合唱）
- 〈Jackboot Jump〉（2019年）
- 〈The Parting Glass〉（2020年）
- 〈Swan Upon Leda〉（2022年）
- 〈Blood Upon the Snow〉 (2022年, 与贝尔·麦克里)
- 〈太甜蜜〉（2024年）